# Oresigenus jaspei
Oresigenus jaspei es una especie de escarabajo.  Es la única especie del género Oresigenus, familia Leiodidae. Fue descrita por René Gabriel Jeannel en 1948.

## Distribución
Se encuentra en España.